# Дмитриевка (Безенчукский район)
Дмитриевка — деревня в городском поселении Безенчук Безенчукского района Самарской области России.
Посёлок расположен в трёх километрах южнее центра городского поселения — посёлка Безенчук.
Сообщение с соседними населёнными пунктами происходит по автодороге Безенчук—Осинки, проходящей рядом с деревней.

## Население
| 2010 | 2012 | 2013 | 2014 | 2015 | 2016 |
| ---- | ---- | ---- | ---- | ---- | ---- |
| 37   | ↘33  | ↘30  | ↘29  | ↗30  | ↗34  |

## История
По данным 1859 г. Дмитриевка (Семёновский) — хутор владельческий, при озере Жилом. Значится в 1 стане Самарского уезда Самарской губернии, по левую сторону скотопрогонного и коммерческого тракта в г. Сызрань. Расположен в 132 верстах от губернского города Самара, в 65 верстах от квартиры станового пристава в селе Екатериновка. В хуторе 40 дворов, 269 мужчин, 268 женщин.[уточнить]